# Сатир I
Сатѝр I (дав.-гр. Σάτυρος; 433/432-389/388 до н. е.) — цар Боспорської держави з династії Спартокідів. Син і спадкоємець царя Спартока I.
У 433—429 рр. до н. е. правив спільно з Селевком.
Уклав договір про взаємні пільги та привілеї з Афінською державою.
Намагався приєднати до своїх володінь Феодосію, але загинув під час облоги цього міста. Завоювання продовжив його син Левкон I.

## Родина
Діти:
- Левкон I
- Горгіпп
- Метродор[2]